# 屏山小檗
屏山小檗（学名：Berberis pinshanensis）为小檗科小檗属的植物，为中国的特有植物。分布于中国大陆的四川等地，生长于海拔800米的地区，多生长在山坡路旁或岩旁，目前尚未由人工引种栽培。